# Grado Brix
Los grados Brix  son una unidad de cantidad (símbolo °Bx) y sirven para determinar el cociente total de materia seca (generalmente azúcares) disuelta en un líquido. Una solución de 25 °Bx contiene 25 g de sólido disuelto por 100 g de disolución total.
Los grados Brix se cuantifican con un refractómetro, detectores de horquillas vibratorias o con un caudalímetro másico.

## Grados Brix, grados Balling y grados Plato
La escala Brix es un refinamiento de las tablas de la escala Balling; desarrollada por el químico alemán Karl Balling. La escala Plato, que mide los grados Plato, también parte de la escala Balling. Se utilizan las tres, a menudo alternativamente. Sus diferencias son de importancia menor. La escala Brix se usa, sobre todo, en fabricación de zumos (jugos), de vinos de frutas y de azúcar a base de caña. La escala Plato se utiliza, sobre todo, en la elaboración de cerveza. La escala Balling es obsoleta, pero todavía aparece en los sacarímetros más viejos y se usa en las vinerías de Sudáfrica y en algunas cervecerías.

## Uso

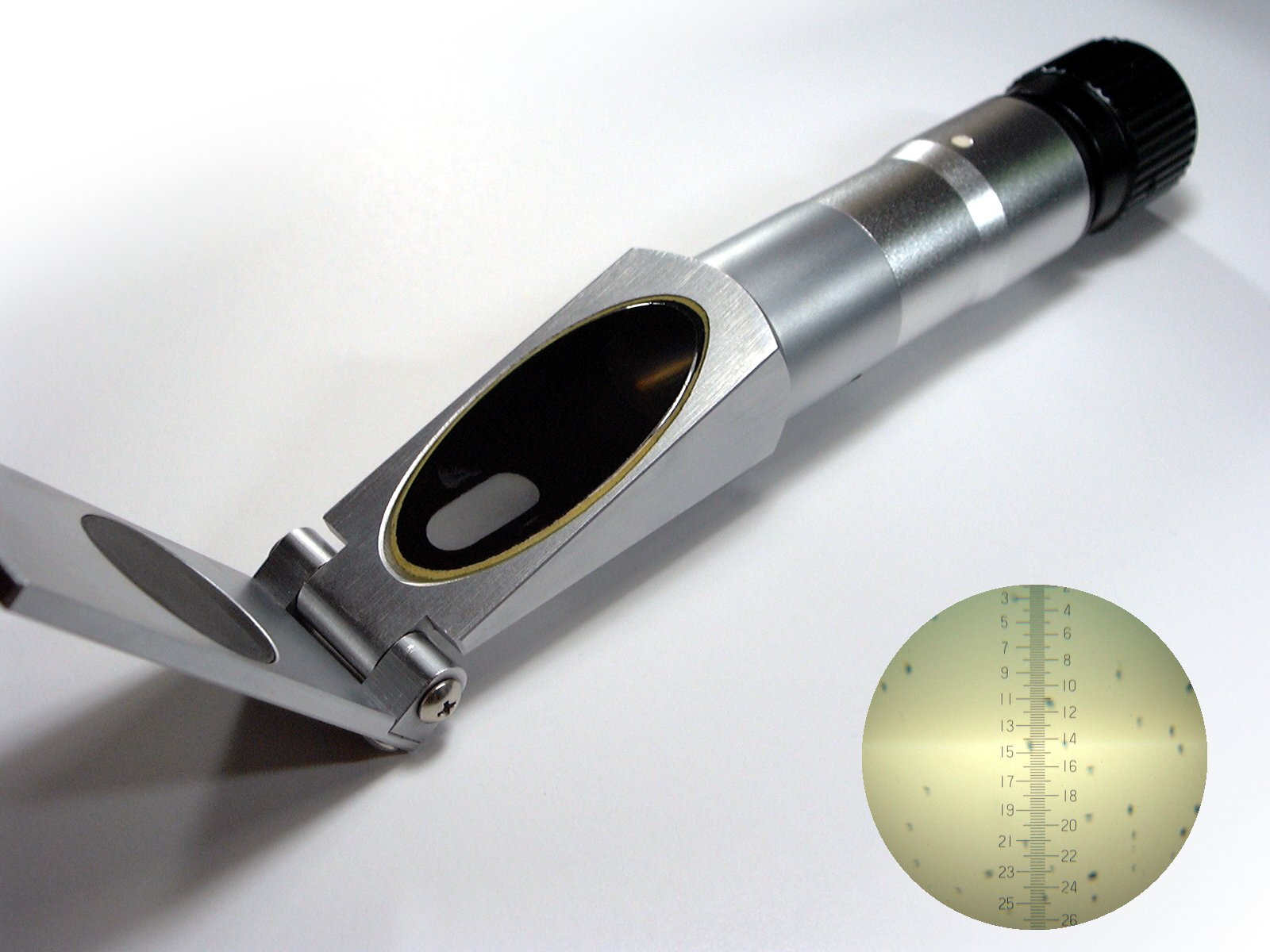
Refractómetro.

La escala Brix se utiliza en el sector de alimentos para medir la cantidad aproximada de azúcares en zumos de fruta, vino o bebidas suaves, y en la industria azucarera. En diversos países se utilizan las tres escalas, en industrias varias. En el Reino Unido, en la elaboración de cerveza, esta escala se aplica mediante el valor de la densidad multiplicado por 1000 (grados europeos de la escala Plato). En las industrias de los EE. UU. se utiliza una mezcla de valores de gravedad específica de los grados Brix, Baumé y de la escala Plato.
Para los zumos de fruta, un grado Brix indica cerca de 1-2% de azúcar por peso. Ya que los grados Brix son relativos al contenido de sólidos disueltos (sobre todo sacarosa) en un líquido, se refieren a la densidad del líquido. Esta propiedad física de las soluciones de sacarosa también puede evaluarse con un refractómetro. Por facilidad de empleo, los refractómetros son preferibles a los areómetros, marcados en la escala de Brix.
Los refractómetros de temperatura compensada evitan dependencia de la temperatura en mediciones de la densidad. Para tomar una lectura se requiere una gota de muestra, o tal vez dos.
Existen sistemas combinados de laboratorio, para medir grados Brix y CO2 en refrescos, y grados Plato, CO2, % de alcohol, pH, color de la cerveza. Pueden existir tanto en laboratorio como con un refractómetro, y también directamente en la tubería de producción como una unidad en línea.

## Etimología
Lleva el nombre de su inventor: Adolf Ferdinand Wenceslaus Brix, ingeniero y matemático alemán (1798-1870).

## Algunos valores
- de 0 a 20 brix : jugos de frutas no concentrados, vino, almíbar ligero, remolacha roja
- de 20 a 55 brix : salsas
- de 55 a 90 brix : jarabes y salsas densas, pulpas concentradas de azúcar, zumos de frutas concentrados